# Uhry (Ukraine)
Uhry (ukrainisch Угри; russisch Угры Ugry, polnisch Uherce Niezabitowskie) ist ein Dorf in der westukrainischen Oblast Lwiw mit etwa 1100 Einwohnern.
Am 12. Juni 2020 wurde das Dorf ein Teil der neu gegründeten Stadtgemeinde Horodok im Rajon Lwiw, bis dahin gehörte es mit den Dörfern Stodilky, Tscherljanske Peredmistja (Черлянське Передмістя) und Tscherljany zur gleichnamigen Landratsgemeinde im Rajon Horodok.

## Geschichte
Der Ort wurde im Jahre 1427 als Wangercze und später als Uhercze (1578) urkundlich erwähnt. Der Name ist ethnisch abgeleitet von Magyaren, das Adjektiv Niezabitowskie war abgeleitet von der Adelsfamilie Niezabitowski, die vom späten 16. Jahrhundert bis 1939 über das Dorf herrschte.
Der Ort gehörte zunächst zum Lemberger Land in der Woiwodschaft Ruthenien der Adelsrepublik Polen-Litauen.
Bei der Ersten Teilung Polens kam das Dorf 1772 zum neuen Königreich Galizien und Lodomerien des Kaisertums Österreich (ab 1804).
Im Jahre 1900 hatte die Gemeinde Uherce Niezabitowskie 258 Häuser mit 1341 Einwohnern, davon 1205 ruthenischsprachige, 121 polnischsprachige, 15 deutschsprachige, 1189 griechisch-katholische, 111 römisch-katholische, 41 Juden.
Nach dem Ende des Polnisch-Ukrainischen Kriegs 1919 kam die Gemeinde zu Polen. Im Jahre 1921 hatte sie 284 Häuser mit 1472 Einwohnern, davon 1075 Ruthenen, 367 Polen, 30 Juden (Nationalität), 1184 griechisch-katholische, 237 römisch-katholische, 51 Juden (Religion).
Im Zweiten Weltkrieg gehörte der Ort zuerst zur Sowjetunion und ab 1941 zum Generalgouvernement, ab 1945 wieder zur Sowjetunion, heute zur Ukraine.

## Sehenswürdigkeiten
- Orthodoxe Kirche (1868 erbaut);
- Neogotische Grabkapelle von Włodzimierz Niezabitowski (1872);

Der in den 1860er Jahren erbaute Palast wurde im Zweiten Weltkrieg oder kurz danach zerstört.

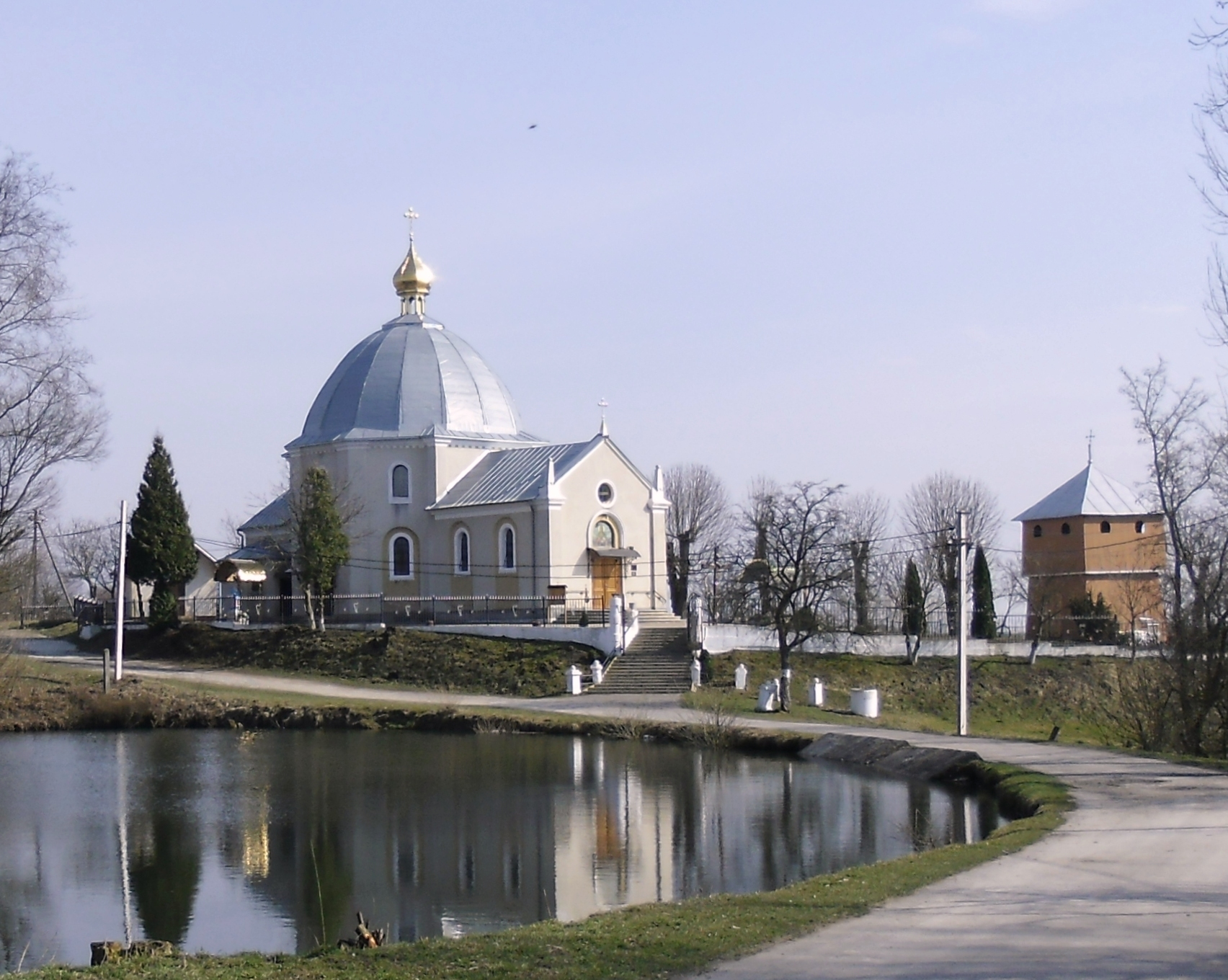
Kirche
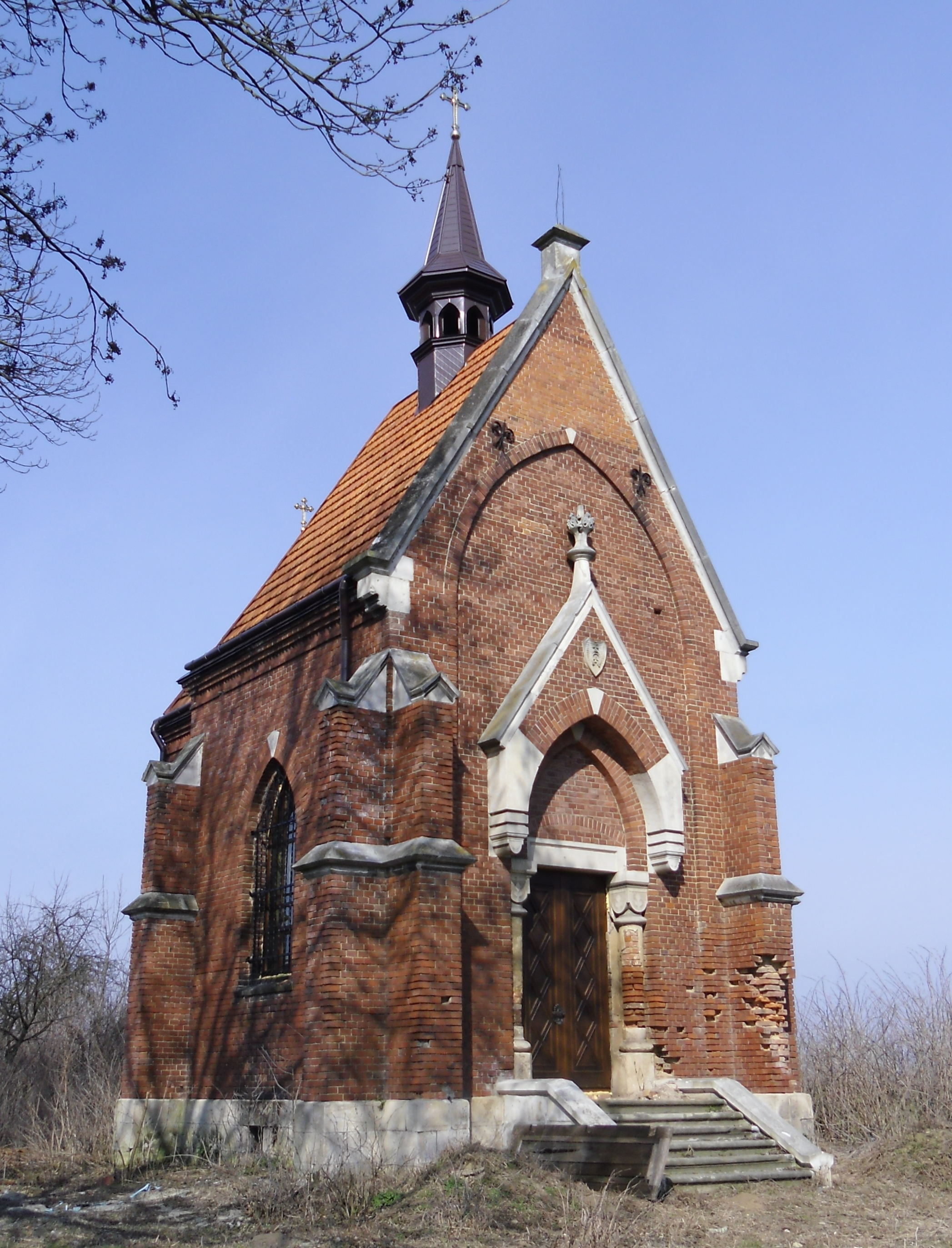
Grabkapelle